# Atletismo nos Jogos Olímpicos de Verão de 1956
Nos Jogos Olímpicos de Verão de 1956 em Melbourne, 33 eventos do atletismo foram realizados, sendo 24 masculinos e 9 femininos.

## Medalhistas
Masculino
| Evento                         | Ouro                                                                       | Prata                                                                                | Bronze                                                                            |
| ------------------------------ | -------------------------------------------------------------------------- | ------------------------------------------------------------------------------------ | --------------------------------------------------------------------------------- |
| 100 metros detalhes            | Bobby Morrow USA Estados Unidos                                            | Thane Baker USA Estados Unidos                                                       | Hector Hogan AUS Austrália                                                        |
| 200 metros detalhes            | Bobby Morrow USA Estados Unidos                                            | Andy Stanfield USA Estados Unidos                                                    | Thane Baker USA Estados Unidos                                                    |
| 400 metros detalhes            | Charles Jenkins USA Estados Unidos                                         | Karl-Friedrich Haas EUA Equipe Alemã Unida                                           | Voitto Hellstén FIN Finlândia Ardalion Ignatyev URS União Soviética               |
| 800 metros detalhes            | Tom Courtney USA Estados Unidos                                            | Derek Johnson GBR Grã-Bretanha                                                       | Audun Boysen NOR Noruega                                                          |
| 1500 metros detalhes           | Ron Delany IRL Irlanda                                                     | Klaus Richtzenhain EUA Equipe Alemã Unida                                            | John Landy AUS Austrália                                                          |
| 5000 metros detalhes           | Vladimir Kuts URS União Soviética                                          | Gordon Pirie GBR Grã-Bretanha                                                        | Derek Ibbotson GBR Grã-Bretanha                                                   |
| 10000 metros detalhes          | Vladimir Kuts URS União Soviética                                          | József Kovács HUN Hungria                                                            | Allan Lawrence AUS Austrália                                                      |
| 110 m com barreiras detalhes   | Lee Calhoun USA Estados Unidos                                             | Jack Davis USA Estados Unidos                                                        | Joel Shankle USA Estados Unidos                                                   |
| 400 m com barreiras detalhes   | Glenn Davis USA Estados Unidos                                             | Eddie Southern USA Estados Unidos                                                    | Joshua Culbreath USA Estados Unidos                                               |
| 3000 m com obstáculos detalhes | Chris Brasher GBR Grã-Bretanha                                             | Sándor Rozsnyói HUN Hungria                                                          | Ernst Larsen NOR Noruega                                                          |
| Revezamento 4x100 m detalhes   | Thane Baker Leamon King Bobby Morrow Ira Murchison USA Estados Unidos      | Leonid Bartenev Yuri Konovalov Vladimir Sukharyev Boris Tokaryev URS União Soviética | Heinz Fütterer Manfred Germar Lothar Knörzer Leonhard Pohl EUA Equipe Alemã Unida |
| Revezamento 4x400 m detalhes   | Tom Courtney Charles Jenkins Louis Jones Jesse Mashburn USA Estados Unidos | Graham Gipson Kevan Gosper Leon Gregory David Lean AUS Austrália                     | Peter Higgins Derek Johnson John Salisbury Michael Wheeler GBR Grã-Bretanha       |
| Maratona detalhes              | Alain Mimoun FRA França                                                    | Franjo Mihalić YUG Iugoslávia                                                        | Veikko Karvonen FIN Finlândia                                                     |
| Marcha atlética 20 km detalhes | Leonid Spirin URS União Soviética                                          | Antanas Mikėnas URS União Soviética                                                  | Bruno Junk URS União Soviética                                                    |
| Marcha atlética 50 km detalhes | Norman Read NZL Nova Zelândia                                              | Yevgeni Maskinskov URS União Soviética                                               | John Ljunggren SWE Suécia                                                         |
| Salto em altura detalhes       | Charles Dumas USA Estados Unidos                                           | Chilla Porter AUS Austrália                                                          | Igor Kashkarov URS União Soviética                                                |
| Salto com vara detalhes        | Bob Richards USA Estados Unidos                                            | Bob Gutowski USA Estados Unidos                                                      | Georgios Roubanis GRE Grécia                                                      |
| Salto em distância detalhes    | Greg Bell USA Estados Unidos                                               | John Bennett USA Estados Unidos                                                      | Jorma Valkama FIN Finlândia                                                       |
| Salto triplo detalhes          | Adhemar Ferreira da Silva BRA Brasil                                       | Vilhjálmur Einarsson ISL Islândia                                                    | Vitold Kreyer URS União Soviética                                                 |
| Arremesso de peso detalhes     | Parry O'Brien USA Estados Unidos                                           | Bill Nieder USA Estados Unidos                                                       | Jiří Skobla TCH Checoslováquia                                                    |
| Lançamento de dardo detalhes   | Egil Danielsen NOR Noruega                                                 | Janusz Sidło POL Polônia                                                             | Viktor Tsybulenko URS União Soviética                                             |
| Lançamento de disco detalhes   | Al Oerter USA Estados Unidos                                               | Fortune Gordien USA Estados Unidos                                                   | Des Koch USA Estados Unidos                                                       |
| Lançamento de martelo detalhes | Harold Connolly USA Estados Unidos                                         | Mikhail Krivonosov URS União Soviética                                               | Anatoli Samotsvetov URS União Soviética                                           |
| Decatlo detalhes               | Milt Campbell USA Estados Unidos                                           | Rafer Johnson USA Estados Unidos                                                     | Vasili Kuznetsov URS União Soviética                                              |

Feminino

## Quadro de medalhas
| Ordem | País                   | Medalha de ouro | Medalha de prata | Medalha de bronze |     |
| ----- | ---------------------- | --------------- | ---------------- | ----------------- | --- |
| 1     | USA Estados Unidos     | 16              | 10               | 5                 | 31  |
| 2     | URS União Soviética    | 5               | 7                | 10                | 22  |
| 3     | AUS Austrália          | 4               | 2                | 6                 | 12  |
| 4     | GBR Grã-Bretanha       | 1               | 4                | 2                 | 7   |
| 5     | POL Polônia            | 1               | 1                |                   | 2   |
| 6     | NOR Noruega            | 1               |                  | 2                 | 3   |
| 7     | TCH Checoslováquia     | 1               |                  | 1                 | 2   |
| 8     | BRA Brasil             | 1               |                  |                   | 1   |
| 8     | FRA França             | 1               |                  |                   | 1   |
| 8     | IRL Irlanda            | 1               |                  |                   | 1   |
| 8     | NZL Nova Zelândia      | 1               |                  |                   | 1   |
| 12    | EUA Equipe Alemã Unida |                 | 5                | 2                 | 7   |
| 13    | HUN Hungria            |                 | 2                |                   | 2   |
| 14    | CHI Chile              |                 | 1                |                   | 1   |
| 14    | ISL Islândia           |                 | 1                |                   | 1   |
| 14    | YUG Iugoslávia         |                 | 1                |                   | 1   |
| 17    | FIN Finlândia          |                 |                  | 3                 | 3   |
| 18    | GRE Grécia             |                 |                  | 1                 | 1   |
| 18    | SWE Suécia             |                 |                  | 1                 | 1   |
| TOTAL | TOTAL                  | 33              | 34               | 33                | 100 |